# Шинский, Павел Николаевич
Па́вел Никола́евич Ши́нский (фр. Pavel Chinsky) – генеральный директор Франко-российской торгово-промышленной палаты (CCI France Russie), вице-президент Федерации шахмат России (ФШР).

## Биография
Родился в Москве в 1974 году.
Выпускник Эколь Нормаль Суперьёр (ENS Fontenay-Saint-Cloud) и Международной организации виноградарства и виноделия (OIV).
Преподавал в различных учебных заведениях среднего и высшего образования во Франции с 1999 по 2007 г.
В 2001 г. создал и по 2016 г. развивал русскую серию в парижском издательстве Шерш-Миди (Le Cherche-Midi éditeur, Париж), автор десятка статей и двух монографий (на французском и итальянском) о становлении сталинской системы управления.
С 2003 г. консультировал французские компании на российском рынке.
1 июня 2007 г. назначен генеральным директором Франко-российской торгово-промышленной палаты (CCI France Russie), которая была основана в 1997 году в Москве Эммануэлем Киде.
С 1 февраля 2014 года является одним из пяти вице-президентов Федерации шахмат России (ФШР).
15 октября 2015 г. получил благодарность Президента РФ Владимира Путина.
Член Русского географического общества (РГО), Императорского православного палестинского общества (ИППО).

## Деятельность в рамках CCI France Russie
Миссия Франко-российской торгово-промышленной палаты (CCI France Russie) – укрепление экономических и торговых отношений между Францией и Россией, стимулирование двустороннего потока инвестиций, содействие конструктивному диалогу.
Под руководством Павла Шинского CCI France Russie начала активное сотрудничество с Российским союзом промышленников и предпринимателей (РСПП) и с Движением Предприятий Франции (MEDEF). В 2010 г. в присутствии министра экономики Франции Кристин Лагард CCI France Russie было подписано тройное соглашение о сотрудничестве с РСПП и MEDEF. Были заключены партнерства в различными российскими регионами: Липецкой областью, Астраханской областью, Республикой Татарстан, Нижегородской и Новосибирской областью и др.
В 2009 г. совместно с посольством Франции в Москве и Федеральной миграционной службой (ФМС) CCI France Russie провела комплексную работу по упрощению процедуры трудовой миграции между Россией и Францией, что имело важное значение для развития перекрестных инвестиций, инновационных и технологических обменов между странами.
Как директор CCI France Russie Павел Шинский неоднократно высказывался против санкций, введенных в марте 2014 года в связи с украинскими событиями. В 2016 г. в рамках ПМЭФ Павел Шинский и Эммануэль Киде выступили за снятие санкций.  В преддверии голосования в Национальном Собрании Франции по резолюции об отмене антироссийских санкций, которое прошло 28 апреля 2016 г., CCI France Russie направила обращения каждому из 577 депутатов с просьбой поддержать данную резолюцию. Большинство проголосовало за одобрение резолюции. По словам французского политика Тьерри Мариани, «впервые страна высказалась за снятие санкций».
В 2019 году Экономический совет CCI France Russie в третий раз встретился с президентом России Владимиром Путиным в Кремле. В ходе встречи обсуждались экономические и торговые отношения между Францией и Россией.
Павел Шинский участвует в заседаниях Российско-Французского Совета по экономическим, финансовым, промышленным и торговым вопросам (СЕФИК), который возглавляют Министр экономического развития России Максим Решетников и Министр экономики, финансов и восстановления Франции Брюно Ле Мер. На заседаниях стороны обсуждают текущее состояние и перспективы торгово-экономических отношений между Россией и Францией, подписываются двусторонние документы о сотрудничестве по приоритетным направлениям и конкретным проектам на межминистерском и корпоративном уровне.
От имени CCI France Russie Павел Шинский регулярно комментирует политические и экономические события в средствах массовой информации, а также выступает в качестве эксперта на таких мероприятиях, как Петербургский международный экономический форум (ПМЭФ), Российский инвестиционный форум в Сочи, Восточный экономический форум, Гайдаровский форум, Moscow Urban Forum, D-Days Economic Forum (г. Кан, Франция) и многих других.
В 2020 году в условиях закрытия границ из-за пандемии Павел Шинский выступал за сохранение возможности свободного перемещения высококвалифицированных специалистов между Россией и Францией в интересах сохранения бизнеса и производственной деятельности. «…надо понимать, что инвестиции — это не только финансовые потоки, счета, «гринфилды» и другие термины из инвестиционных отчетов. Главное — это люди. И если людям некомфортно жить и работать в стране, то о каком реально благоприятном инвестклимате может идти речь?».

## Общественная деятельность
Павел Шинский принял личное участие в осуществлении ряда проектов Экономического совета CCI France Russie во Франции, направленных на развитие культурных и деловых связей между Россией и Францией. В частности, в феврале 2013 г. c Музеем Лувр было подписано соглашение о развитии экспозиции русского искусства, а 8 октября 2014 г. в Версале состоялась презентация нового альбома оперной певицы Чечилии Бартоли «Санкт-Петербург».
Павел Шинский - активный популяризатор шахматного спорта. В апреле и мае 2013 г. в Париже и Санкт-Петербурге РШФ и CCI France Russie был проведен международный шахматный турнир «Мемориал Алехина» с участием десяти гроссмейстеров из семи стран. 4 июня 2014 г. в Кане (Франция) по инициативе участника Экономического совета Андрея Филатова и при участии CCI France Russie был организован сеанс одновременной игры между 12-м Чемпионом мира по шахматам Анатолием Карповым с участниками международного Форума свободы и солидарности. Является одним из пяти вице-президентов Федерации шахмат России (ФШР)..

### Произведения
1. «Сталин. Неизданные архивы 1926-1936» (Staline archives inédites 1926-1936, Berg International Éditeurs, 2001)[17]
2. «Микроистория большого террора: фабрика виновности в сталинское время» (Micro-histoire de la Grande Terreur : la fabrique de culpabilité à l'ère stalinienne, éditions Denoël, 2005)[18]

### Произведения под редакцией Павла Шинского, издательство Шерш-Миди
1. Россия 2015. Ежегодный доклад Франко-российского центра Обсерво / ред. Дюбьен А. – Париж: Шерш-Миди, 2015. – 641 с.
2. Кононов Н. Нежный театр. – Париж: Шерш-Миди, 2015. – 432 с.
3. Россия 2014. Ежегодный доклад Франко-российского центра Обсерво / ред. Дюбьен А. – Париж: Шерш-Миди, 2014. – 599 с.
4. Россия 2013. Ежегодный доклад Франко-российского центра Обсерво / ред. Дюбьен А. – Париж: Шерш-Миди, 2013. – 525 с.
5. Радзинский Э. Железная маска. – Париж: Шерш-Миди, 2013. – 328 с.
6. Прохоров А.П. Русская модель управления. – Париж: Шерш-Миди, 2011. – 502 с.
7. Радзинский Э. Иосиф Сталин. – Париж: Шерш-Миди, 2011. – 699 с.
8. Витте С.Ю. Воспоминания. – Париж: Шерш-Миди, 2010. – 422 с.
9. Радзинский Э. Александр II. Жизнь и смерть. – Париж: Шерш-Миди, 2009. – 546 с.
10. Браун Я. Гамбит дьявола. – Париж: Шерш-Миди, 2007. – 181 с.
11. Гоголь Н. В. Мёртвые души. Иллюстрации Марка Шагала. – Париж: Шерш-Миди, 2005. – 334 с.
12. Шадрин Н. Смутные времена. – Париж: Шерш-Миди, 2004. – 296 с.
13. Кононов Н. Похороны кузнечика. – Париж: Шерш-Миди, 2003. – 188 с.
14. Радзинский Э. Николай II. Последний царь. – Париж: Шерш-Миди, 2002. – 502 с.

## Награды
- 10 декабря 2014 г.: награда «The Moscow Times Awards»[19]
- 15 октября 2015 г.: в Кремле в знак признания усилий по укреплению экономических связей между Россией и Западом, в частности, Францией, получил благодарность Президента РФ Владимира Путина «за вклад в социально-экономическое развитие Российской Федерации, достигнутые трудовые успехи, активную общественную деятельность[20]